# Tây Nam Phi
Tây Nam Phi (tiếng Afrikaans: Suidwes-Africa; tiếng Đức: Südwestafrika) là cựu quốc hiệu của Namibia trong giai đoạn nước này nằm dưới quyền quản lý của Nam Phi từ năm 1915 đến năm 1990.
Trước đây, kể từ năm 1884 vùng đất này là thuộc địa của Đức, khi Đế quốc Đức thất trận ở Chiến tranh thế giới thứ nhất, Tây Nam Phi trở thành lãnh thổ ủy trị của Hội Quốc Liên. Tuy định chế lãnh thổ ủy trị của Tây Nam Phi được Liên Hợp Quốc bãi bỏ hồi năm 1966, Cộng hòa Nam Phi vẫn tiếp tục quản lý lãnh thổ này mặc dù điều này vi phạm luật pháp quốc tế. Năm 1990, Tây Nam Phi giành được độc lập, trở thành nước Cộng hòa Namibia ngoại trừ thành phố Walvis Bay và Quần đảo Chim Cánh Cụt. Năm 1994, hai nơi này mới tái thống nhất vào Namibia.

## Thuộc địa Đức
Lãnh thổ này là một thuộc địa của Đức từ năm 1884 với tên gọi Tây Nam Phi thuộc Đức. Đức đã gặp phải nhiều khó khăn trong thời gian quản lý lãnh thổ này trong khi những cư dân bản địa vốn có truyền thống nổi dậy, đặc biệt là các du kích do Jacob Morenga lãnh đạo. Cảng chính, Vịnh Walvis và quần đảo Chim Cánh Cụt bị Anh Quốc thôn tính và sáp nhập vào Thuộc địa Cape năm 1878 và sau đó trở thành một phần của Liên bang Nam Phi vào năm 1910.
Như là một phần của Hiệp ước Heligoland-Zanzibar năm 1890, một hành lang từ biên giới phía bắc của Bechuanaland, trải dài xa đến sông Zambezi đã được nhập thêm vào thuộc địa. Các vùng này được gọi là Dải Caprivi (Caprivizipfel) theo tên của Thủ tướng Đức Leo von Caprivi.
Trong năm 1915, khu vực này tuột khỏi tay người Đức trong Chiến dịch Tây Nam Phi trong Chiến tranh thế giới thứ nhất. Sau chiến tranh, vùng này được tuyên bố là một lãnh thổ ủy trị của Hội Quốc Liên theo Hiệp ước Versailles, cùng với đó là Liên bang Nam Phi chịu trách nhiệm quản lý hành chính Tây Nam Phi, bao gồm Vịnh Walvis.

## Lãnh thổ ủy trị của Liên Hợp Quốc

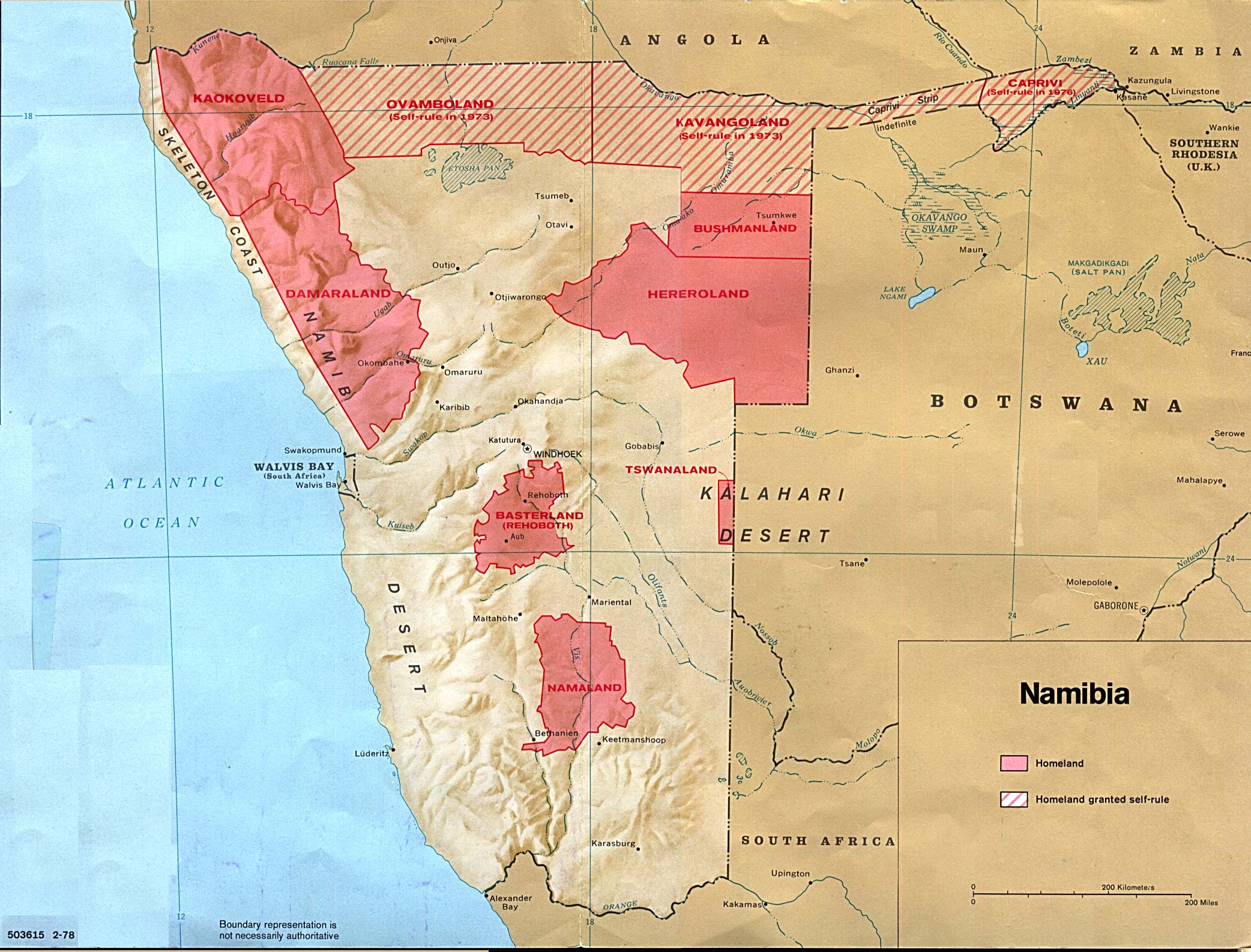
Lãnh thổ Namibia do các lực lượng yêu cầu độc lập quản lý năm 1976.

Việc trở thành lãnh thổ ủy trị của Liên Hợp Quốc được cho là sự tiếp nối của lãnh thổ ủy trị Hội Quốc Liên chuyển sang lãnh thổ ủy trị của Liên Hợp Quốc sau Thế chiến 2. Liên bang Nam Phi đã cự tuyệt việc để cho Liên Hợp Quốc quản lý Tây Nam Phi và cho lãnh thổ này được độc lập, họ xem đây là tỉnh thứ năm của mình (mặc dù lãnh thổ này chưa từng được sáp nhập chính thức vào Nam Phi).

## Chấm dứt ủy trị
Năm 1966, Đại hội đồng LHQ đã thông qua nghị quyết 2145, trong đó tuyên bố chấm dứt ủy trị và Cộng hòa Nam Phi không còn tiếp tục có quyền quản trị Tây Nam Phi. Năm 1971, thể theo yêu cầu của Hội đồng Bảo an LHQ, Tòa án Quốc tế ra phán quyết coi việc hiện diện của Nam Phi tại Namibia là bất hợp pháp và Nam Phi có nghĩa vụ phải rút khỏi Namibia ngay lập tức. Tòa cũng phán quyết tất cả các thành viên của Liên Hợp Quốc có nghĩa vụ phải công nhận tính không còn hiệu lực của bất kỳ hành động nào của Nam Phi với tư cách là đại diện cho Namibia.
Tây Nam Phi được quốc tế biết đến với cái tên Namibia kể từ khi được Đại hội đồng LHQ đổi tên gọi trong Nghị quyết 2372 ngày 12 tháng 6 năm 1968. Tổ chức Nhân dân Tây Nam Phi đã được công nhận là đại diện cho nhân dân Namibia và được phép tham gia LHQ với vị trí quan sát viên khi Lãnh thổ Tây Nam Phi đã sẵn lòng ra khỏi danh sách các lãnh thổ không tự trị của LHQ.
Cuộc chiến dai dẳng giữa Nam Phi và các lực lượng chiến đấu cho độc lập đã xảy ra, đặc biệt là từ sau năm 1960. Lãnh thổ trở thành Cộng hòa Namibia độc lập vào ngày 21 tháng 3 năm 1990, và Vịnh Walvis chỉ trở thành một phần của Namibia vào năm 1994.